# Erdei Sándor (karikaturista)
Erdei Sándor (Pacsér, 1917. május 10. – Budapest, 2002. november 1.) magyar festő, grafikus, karikaturista

## Életútja
Rajztehetsége már gyermekkorában kitűnt, amikor apja halála után 14 évesen el kellett hagynia a szülői házat. Már 15 évesen rajzolt karikatúrákat. 1937 és 1940 között a belgrádi Képzőművészeti Akadémián Petár Dobrovic (Dobrovits Péter) festőművész volt a mestere. 1940–1941-ben már Budapesten, az Iparművészeti Főiskola hallgatója. 1941-től a Képzőművészeti Főiskola festő tanszékén Boldizsár István festőművész növendékeként folytatta, illetve fejezte be felsőfokú tanulmányait. Festményeit 1942-ben Újvidék városa ezüst emlékéremmel díjazta.
Első karikatúrái a Grimaszban jelentek meg 1937-ben. 1945-től 1949-ig a Szabad Nép napilapban közölték politikai karikatúráit. Az Élet és Irodalom 1957-től foglalkoztatta a művészt 1964-ig. 1960-tól 1978-ig a Ludas Matyi belső munkatársa volt, így a lap összes kiadványában szerepeltek rajzai (Ludas Matyi Magazin, Nyári Örömök, Nyári Kis Ludas, Mindent Tudó Kis Ludas, Sportoló Kis Ludas). Alkalmi humoros kiadványokban is rendszeresen publikált. (Zsákbamacska, Plajbász és Paróka, Tollasbál). A hatvanas évektől dolgozott a Sportfogadás kiadványaiban. Illusztrált könyveket; festőként tájképeket és aktokat is készített.

## Díjai, elismerései
- Munka Érdemrend (bronz fokozat, 1955)
- Ezüst Gerely-díj az év legjobb sporttárgyú karikatúrájáért (1963)
- Munka Érdemrend (ezüst fokozat, 1977)

## Publikációi
- Grimasz (1937)
- Szabad Nép (1945–1949)
- Néphadsereg (1946)
- Szabad Nép Naptár (1947)
- Naptár (1950)
- Tiszavidék (1952)
- Élet és Irodalom (1957–1964)
- Hétfői Hírek (1958–1963)
- Ludas Matyi (1960–1978)
- Vas Népe (1961) (1963–1969)
- 80 Rajzzal a Föld körül (1961)
- Dolgozók Lapja (1962–1966)
- Néplap (1962–1967)
- Tavaszi Tárlat (1962)
- Néphadsereg (1962)
- Ludas Matyi Magazin (1963–1978)
- Kisalföld (1964)
- Nők Lapja (1964)
- Nyári Örömök (1965) (1974)
- Őszi Kis Ludas (1966)
- Magyar Ifjúság (1966)
- Krimi Magazin (1966)
- Nyári Kis Ludas (1966)
- Fejér Megyei Hírlap (1967)
- Sportoló Kis Ludas (1967)
- Ludas Magazin (1967–1978)
- Mindent Tudó Kis Ludas (1967)
- Zsákbamacska (1968) (1971–1975)
- Sportfogadás (1965–1976)
- Plajbász és Paróka (1971)
- Vidám Nyaralás (1974)
- Tollasbál (1974–1977)
- Pajtás (1978)

## Kiállításai
Politikai témájú rajzai:
- Fényes Adolf Terem (Budapest, 1954)

Akvarelljeiből válogatás:
- Szinnyei Terem (Budapest, 1959)

Csoportos kiállítása:
- I. Országos Karikatúra Kiállítás (1983)